# John Keill
John Keill (Edimburgo, 1 de dezembro de 1671 — Oxford, 31 de agosto de 1721) foi um matemático escocês. Em 1700 foi eleito Membro da Royal Society.
Foi discípulo de Isaac Newton. Estudou na Universidade de Edimburgo, orientado por David Gregory, obtendo o bacharelado em 1692 com distinção em física e matemática. Frequentou então o Balliol College, Oxford, obtendo o mestrado em 2 de fevereiro de 1694.
Keill afirmava que Gottfried Leibniz teria plagiado a invenção do cálculo de Isaac Newton, sendo o mais ferrenho defensor de Newton.

## Principais publicações

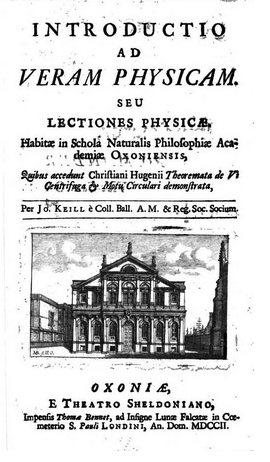

- An Examination of Dr. Burnet's Theory of the Earth. Oxford: 1698.
- Introductio ad Veram Physicam seu Lectiones Physicae. Oxford: Thomas Bennet, 1702.
- Trigonometriae Planae & Sphaericae Elementa. Oxford: Henry Clements, 1715.
- Item de Natura et Arithmetica Logarithmorum tractatus brevis. Oxford: Henry Clements, 1715.
- Introductio ad Veram Astronomiam seu Lectiones Astronomicae. Oxford: Henry Clements, 1718.

O editor de Keill em Oxford, Henry Clements, às vezes ligava Trigonometriae e Logarithmorum de Keill com a tradução de Federico Commandino dos Elementos de Euclides . Este volume apareceu como: Euclidis Elementorum Libri Priores Sex . Oxford: Henry Clements, 1715.
Após a morte de Keill, os irmãos Verbeek reuniram o trabalho de Keill em um único volume. Este volume apareceu como: Introductiones ad veram Physicam et veram Astronomiam . Leiden: Jan en Hermanus Verbeek, 1725. Este livro também continha os longos artigos de Keill De Legibus Virium Centripetarum e De Legibus Attractionis, aliisque Physices Principiis .
Todas essas obras eram muito populares; eles apareceram na Inglaterra e no continente em muitas edições de muitas editoras, em latim, inglês e holandês.

### Edições
- Introductiones ad veram physicam et veram astronomiam (em latim). Leiden: Johannes Verbeek & Hermanus Verbeek. 1739
- Introduction to the true astronomy, or, astronomical lectures, read in the astronomical school of the University of Oxford (em francês). Paris: Hippolyte-Louis Guérin & Jacques Guérin. 1746